# Sigma tréma
Cette page contient des caractères spéciaux ou non latins. S’ils s’affichent mal (▯, ?, etc.), consultez la page d’aide Unicode.
Sigma tréma (capitale: Σ̈, minuscule: σ̈) est une lettre additionnelle grecque, utilisée dans l’alphabet grec albanais des Arvanites au XIXe siècle. Il s’agit de la lettre Σ diacritée d’un tréma.

## Représentations informatiques
L’sigma tréma peut être représente avec les caractères Unicode suivants (grec et copte, diacritiques):
| formes    | représentations | chaînes de caractères | points de code | descriptions                                     |
| --------- | --------------- | --------------------- | -------------- | ------------------------------------------------ |
| capitale  | Σ̈               | Σ◌̈                    | U+03A3 U+0308  | lettre majuscule grecque sigma diacritique tréma |
| minuscule | σ̈               | σ◌̈                    | U+03C3 U+0308  | lettre minuscule grecque sigma diacritique tréma |